# Ludwig Bald

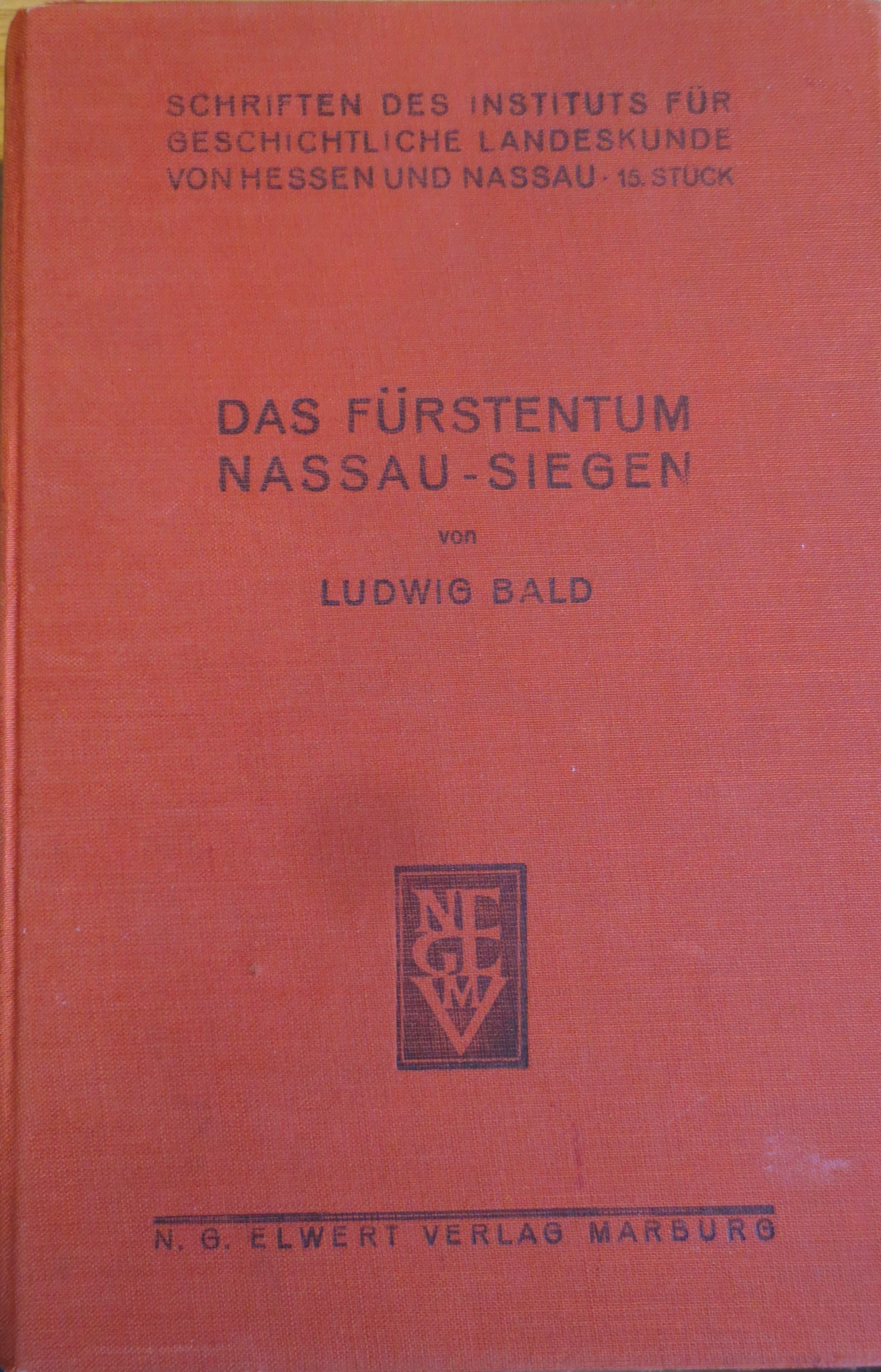
Dissertation Ludwig Bald 1939

Ludwig Bald (* 12. Januar 1902 in Erndtebrück; † 22. April 1945 bei Röspe) war ein deutscher Historiker, der sich mit der geschichtlichen Landeskunde des Siegerlandes beschäftigte.

## Leben und Wirken
Ludwig Bald wurde am 12. Januar 1902 als Sohn des Amtsrentmeisters und Bankdirektors Karl Bald (1871–1937) und dessen Ehefrau Wilhelmine geb. Flenner in Erndtebrück geboren. Er besuchte dort von 1908 bis 1914 die Volksschule und danach vier Jahre die Selekta. 1919 trat er in die Präparandenanstalt in Hilchenbach ein und absolvierte dort bis 1922 das staatliche Lehrerseminar. Nach Abschluss des ersten Lehrerexamens hatte er zunächst keine Aussicht auf eine staatliche Anstellung. Bald volontierte zunächst bei einer Bank und entschloss sich dann zu einem Studium an der Philipps-Universität Marburg und der Albertus-Universität in Königsberg. 1932 legte er sein zweites Staatsexamen in Geschichte ab.
Am 1. August 1932 erhielt er seine erste Anstellung als Volksschullehrer in Rogallen, Kreis Ortelsburg. Er trat zum 1. Mai 1933 der NSDAP (Mitgliedsnummer 2.265.220) und wenig später weiteren parteinahen Organisationen wie dem Nationalsozialistischen Lehrerbund (Juli 1933), der NSV (Oktober 1933), dem Volksbund für das Deutschtum im Ausland und dem Bund deutscher Osten (beide September 1934) bei.
Am 1. März 1937 wurde Ludwig Bald an die Stadtschule in Ortelsburg versetzt, wo er kurze Zeit später auch im Nebenamt an der dortigen Heeresfachschule unterrichtete. Seine 1939 abgelegte Dissertation Das Fürstentum Nassau-Siegen -Territorialgeschichte des Siegerlandes erschien im gleichen Jahr am Instituts für geschichtliche Landeskunde von Hessen und Nassau.
Der Ausbruch des Zweiten Weltkriegs unterbrach seine Karriere. Ludwig Bald wurde am 26. August 1939 Soldat in einem Infanterie-Regiment. Nach Beförderung zum Unteroffizier wechselte er in die Heeresbeamten-Laufbahn. Als er am 22. April 1945 bei Röspe fiel, bekleidete er den Rang eines Oberzahlmeister der Reserve. Er wurde auf dem Friedhof in Erndtebrück beigesetzt.
Ludwig Bald heiratete 1934 in Rogallen Christa Szielinski; aus der Ehe gingen ein Sohn und eine Tochter hervor. Sein Buch wurde im Jahr 2019 durch die Bayerische Staatsbibliothek digitalisiert.

## Schriften
- Das Fürstentum Nassau-Siegen, Territorialgeschichte des Siegerlandes. 15. Stück der Schriften des Instituts für Geschichtliche Landeskunde von Hessen und Nassau, Herausgeber Edmund E. Stengel. N. G. Elwert’sche Buchhandlung, Marburg 1939.
- Die Ansiedlung von Siegerländern in Preußisch-Litauen in der 1. Hälfte des 18. Jahrhunderts. In: Siegerland. Blätter des Siegerländer Heimatvereins e.V. Bd. 15. Siegen 1933, S. 17–26.